# Chipotle Mexican Grill
Chipotle Mexican Grill, Inc. (/tʃɪˈpoʊtleɪ/) — сеть ресторанов в США, Великобритании, Канаде,
Германии и Франции, специализирующаяся на приготовлении буррито и тако. Название компании происходит от мексиканской приправы чипотле, представляющей собой копчёный красный перец халапеньо.
Компания провозглашает миссию Food with Integrity (цельная пища) освещающую усилия компании по использованию натуральных продуктов и мясо скота, выращенного более естественным образом по сравнению с другими сетями ресторанов. Chipotle — одна из первых сетей ресторанов концепции fast casual.
Компания была основана в 1993 Стивом Эллсом. Сначала компании принадлежали 16 ресторанов в штате Колорадо. В 1998 главным инвестором стала McDonald’s Corporation. К тому времени как в 2006 McDonald’s полностью избавилась от Chipotle, сеть насчитывала 500 точек.
В 2013 у компании было свыше 1700 точек, чистая прибыль составила 327,4 млн долларов, операционный доход на 2012 год — 455,865 млн дол.. Годовой доход на 2013 год — 3,21 млрд дол..
Совокупные активы на 2013 год — 2,00928 млрд дол., на 2012 год — 1,668667 млрд дол.. Капитал компании на 2012 — 1,245 млрд.

## История

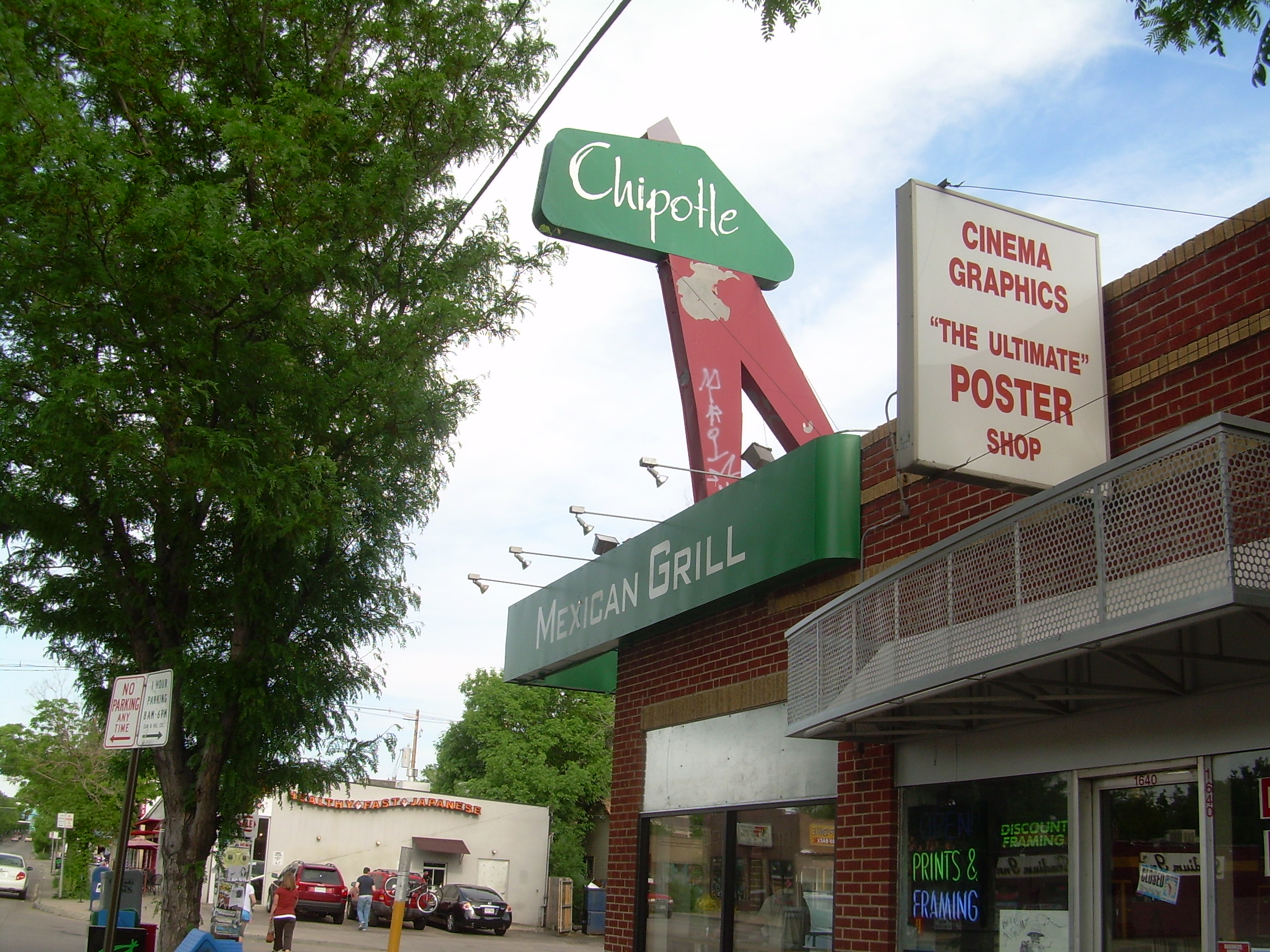
Первое заведение Chipotle близ кампуса Денверского университета

Основатель компании Стив Эллс окончил Culinary Institute of America в г. Гайд-парк (штат Нью-Йорк). Затем он работал поваром (line cook) у шеф-повара Джереми Тауэра в ресторане Stars (Сан-Франциско). Там он обратил внимание на популярность такерий и буррито Mission в сан-францисском районе Mission. В 1993 Элс на основе полученного в Сан-Франциско опыта открыл первое заведение Chipotle в г. Денвер (штат Колорадо) в бывшем магазине мороженого Долли Мэдисон близ кампуса Денверского университета взяв 85 тыс. долларов в долг у отца. Отец и сын Эллсы рассчитали, что ресторан будет приносить прибыль, если в нём ежедневно будет продаваться 107 буррито. Через месяц в этом ресторане ежедневно продавалось свыше тысячи буррито. Благодаря прибыли от Chipotle, в 1995 был открыт второй ресторан. Третий был открыт на основе ссуды от Small Business Administration. Для обеспечения дальнейшего роста отец Эллса инвестировал 1,5 млн долларов. В дальнейшем Эллс создал совет директоров и бизнес-план, собрав для компании ещё 1,8 млн долларов. Изначально Эллс планировал использовать капитал, полученный от первого ресторана Chipotle для открытия элитного ресторана, но после того, как увидел успех ресторанов сети, решил сфокусироваться на Chipotle Mexican Grill.
В 1998 был открыт первый ресторан за пределами штата Колорадо, в г. Канзас-сити (штат Миссури). В марте 1999 компания открыла первую точку в Миннеаполисе (штат Миннесота) близ кампуса Миннесотского университета.
В 1998 компания McDonald’s сделала свой первый небольшой вклад в компанию. К 2001 компания McDonald’s стала самым значительным инвестором компании Chipotle. Инвестиции от McDonald’s позволили фирме Эллса быстро расширяться, в 1998 было 16 ресторанов, а в 2005 свыше 500. 26 января 2006 Chipotle сделала своё первичное публичное предложение (IPO), увеличив стоимость акции вдвое из-за высокого спроса акций до вынесения IPO. В первые дни деятельности в качестве публичной компании акции выросли в цене на 100 %, благодаря чему IPO компании стало лучшим в США за шесть лет и вторым лучшим для ресторана после сети Boston Market. Деньги, полученные от предложения, пошли на дальнейшее увеличение числа ресторанов.
В октябре 2006 McDonald’s полностью избавилась от Chipotle в качестве части инициативы по избавлению от всех ресторанов, не относящихся к ядру бизнеса Chipotle, Donato’s Pizza и Boston Market, благодаря чему стало возможным сфокусироваться на главной цепи McDonald’s. Всего компания McDonald’s инвестировала в Chipotle 360 млн долларов и получила прибыль в 1,5 млрд дол. В настоящее время компания торгуется на Нью-Йоркской фондовой бирже.
На рынке ресторанов мексиканской кухни концепции fast-casual конкурировали Qdoba Mexican Grill, Moe’s Southwest Grill, Rubio’s Fresh Mexican Grill, Panchero’s Mexican Grill, Freebirds World Burrito и Baja Fresh. Chipotle занял восьмое место в списке наиболее быстрорастущих сетей ресторанов 2009 года благодаря увеличению продаж в США за предыдущий год, а в 2010 Chipotle занял третье место. В 2011 журнал Consumer Reports поставил Chipotle на первое место среди лучших сетей мексиканских ресторанов быстрого питания. Ежедневно компания обслуживает примерно 750 тыс. покупателей.
В декабре 2010 Chipotle приняла на работу шеф-повара Нейта Эпплмана для разработки новой кухни. Тот выиграл ежегодную премию Rising Star Chef от организации James Beard Foundation. Журнал Food & Wine назвал его лучшим шефом. Эпплман выступал на соревнованиях американского шоу The Next Iron Chef.
В 2010 Иммиграционная и таможенная полиция США (ICE) проверила рестораны компании Chipotle в Миннеаполисе и установила что некоторые из работников наняты по поддельным документам. В декабре в результате проверки компания уволила 450 работников из своих ресторанов в Миннеаполисе, что привело к протесту со стороны местных групп. В феврале 2011 ICE провела проверку 60 ресторанов в штате Виргиния и в столице США, г. Вашингтоне что привело к увольнению 40 работников. В апреле 2011 к делу присоединился отдел по уголовным делам генерального прокурора в г. Вашингтон, сотрудники ICE начали опросы работников в 20-25 ресторанах в других городах (Лос-Анджелес и Атланта). В ответ на правительственное расследование компания приняла на работу бывшего директора ICE Джулию Майерс Вуд (Julie Myers Wood) и известных адвокатов Роберта Ласкина (Robert Luskin) и Грега Крейга (Greg Craig). Мексиканский гражданин подал в суд на Chipotle за «моральные страдания», обвиняя компанию в расовой и национальной дискриминации, поскольку ресторан в Миннесоте якобы отказался признать его мексиканский паспорт при идентификации для продажи алкоголя.
В 2011 Стив Эллс выступил в качестве судьи на телевизионном шоу America’s Next Great Restaurant и стал инвестором компании ANGR Holdings, которая будет работать с ресторанами победившей концепции. Компания Chipotle согласилась приобрести вклад Эллса в ANGR за его сумму, обеспечила поддержку действиям ANGR и проинвестировала сумму в 2,3 млн наличными.
18 декабря 2013 компания объявила об открытии своей первой сети ресторанов быстрого питания, специализирующихся на пицце, в мае 2013 в Денвере. Согласно The Associated Press компания Chipotle вступила в партнёрство с местным рестораном Pizzeria Locale для создания заведений быстрого питания, сохранив первоначальное название. Руководство компании планирует открыть, по меньшей мере, ещё две пиццерии в районе Денвера.
В апреле 2014 Chipotle объявила о первом за три года увеличении цен на меню ввиду роста цен на стейки, авокадо и сыр. Ожидается, что цены будут расти с конца второго квартала 2014 года до конца третьего квартала.

### Расширение за пределы США
Согласно статье в The Motley Fool, в октябре 2014 Chipotle располагала 17 точками вне США, большая часть была расположена в Канаде и Великобритании, открывались новые заведения.
В августе 2008 Chipotle открыла своё первое заведение за пределами США в г. Торонто, (провинция Онтарио, Канада). Вторая точка в Торонто и в Канаде была открыта только в 2010. Первое заведение в Канаде вне Торонто было открыто в декабре 2012 в Ванкувере (Британская Колумбия). К концу 2014 все канадские точки располагались в области Торонто, за исключением заведения в Ванкувере.
Первый европейский ресторан Chipotle был открыт в мае 2010 в Лондоне. Первый ресторан в Париже был открыт в мае 2012. В августе 2013 был открыт ресторан во Франкфурте.
В феврале 2013 компания располагала только 10 точками за пределами США: 5 в Торонто, 4 в Лондоне и 1 в Париже. Скорость распространения в заокеанских странах оказалась ниже, чем ожидалось. Многие обозреватели считали, что цены на еду были завышены на их территории.

### Эксплуатация и распределение

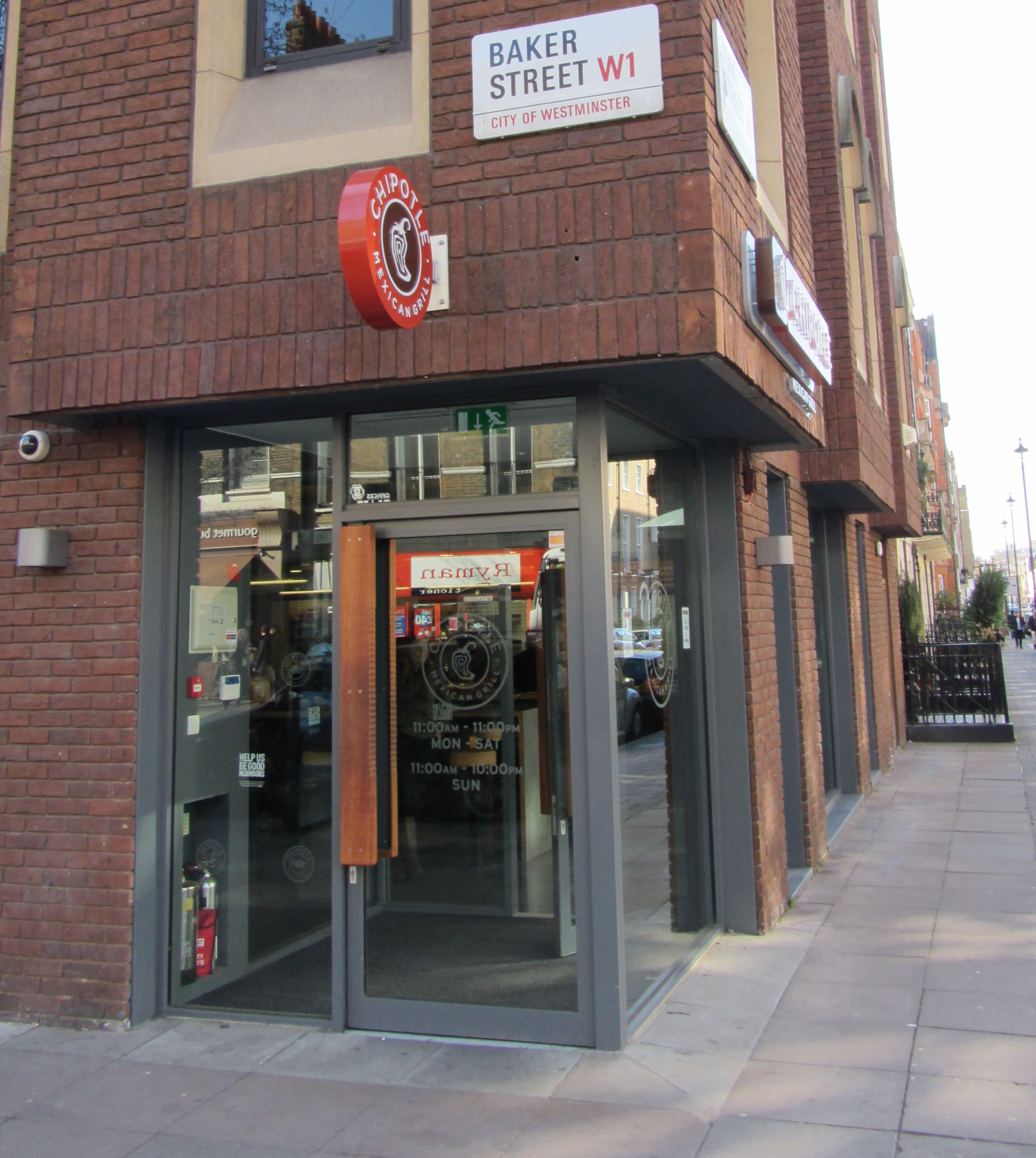
Второе заведение Chipotle в Лондоне на Бейкер-стрит

Все рестораны Chipotle принадлежат компании, а не франчайзи. В декабре 2012 в США и Канаде действовали 1430 ресторанов, точки располагались в 43 штатах, Онтарио, Британской Колумбии и в округе Колумбия. Основатель компании Стив Эллс занимает посты председателя и главного исполнительного директора (СЕО), , ему принадлежит доля 1,25 % компании.
В сентябре 2011 Chipotle открыл ресторан азиатской кухни по концепции fast-casual под названием ShopHouse Southeast Asian Grill в г. Вашингтон. Компания объявила, что новый ресторан «будет соблюдать формат обслуживания Chipotle и в отношении продуктов будет сфокусирован на food with integrity (цельной пище)». Chipotle начала с открытия одного ресторана для проверки развития бизнеса. Дальневосточная кухня ресторана ShopHouse «вдохновлена тайской, малайзийской и вьетнамской кухнями», блюда подаются в мисках, ранее продавались сэндвичи Bánh mì. По состоянию на апрель 2015 года, в столице США находятся четыре точки ShopHouse: три в пригороде Вашингтона Мэриленд и три в округе Лос-Анджелес.

### Акция в Roblox и закрытие игры
Игра Roblox потерпела неполадки 28 октября. Виной послужила акция компании Chipotle,  открывшей в игре виртуальную кассу и обещавшей бесплатное буррито первым 30 тысячам посетивших игроков. Из-за ажиотажа акции сервера Roblox "упали".

## Руководство
Команда управления Chipotle состоит из корпоративного офиса менеджеров и совета директоров. Члены обеих команд служат в комитетах: по аудиту, зарплатам, назначениям и корпоративному управлению. Высшее руководство состоит из главных исполнительных директоров, главного финансового менеджера, главного менеджера по развитию. главного менеджера по рынку. В настоящее время в совете директоров заседают шесть человек: Стив Эллс, Монтгомери Моран (Montgomery Moran), Патрик Флинн (Patrick Flynn), Альберт Балдоччи (Albert Baldocchi), Нейл Фланзрайх (Neil Flanzraich), Дарлен Фридман (Darlene Friedman) и Джон Чарльзуорт (John Charlesworth).
Полевую команду составляют работники, которые работают близко, но не прямо в определённых ресторанах. Система полевой поддержки включается в себя учеников лидеров команды (следующая ступень после владельцев ресторанов), лидеров команды или районных менеджеров, директоров команд и региональных директоров (они обычно наблюдают меньше чем за 50 точками). Поскольку Chipotle не является франшизой, все рестораны управляются корпорацией. Таким образом, когда Chipotle собирается открыть новый ресторан, полевая команда нанимает нового генерального менеджера и обучает их на нынешней точке, чтобы они были готовы возглавить новую точку после её открытия. Корпоративный офис также обеспечивает поиск и основание новых точек.

## Меню

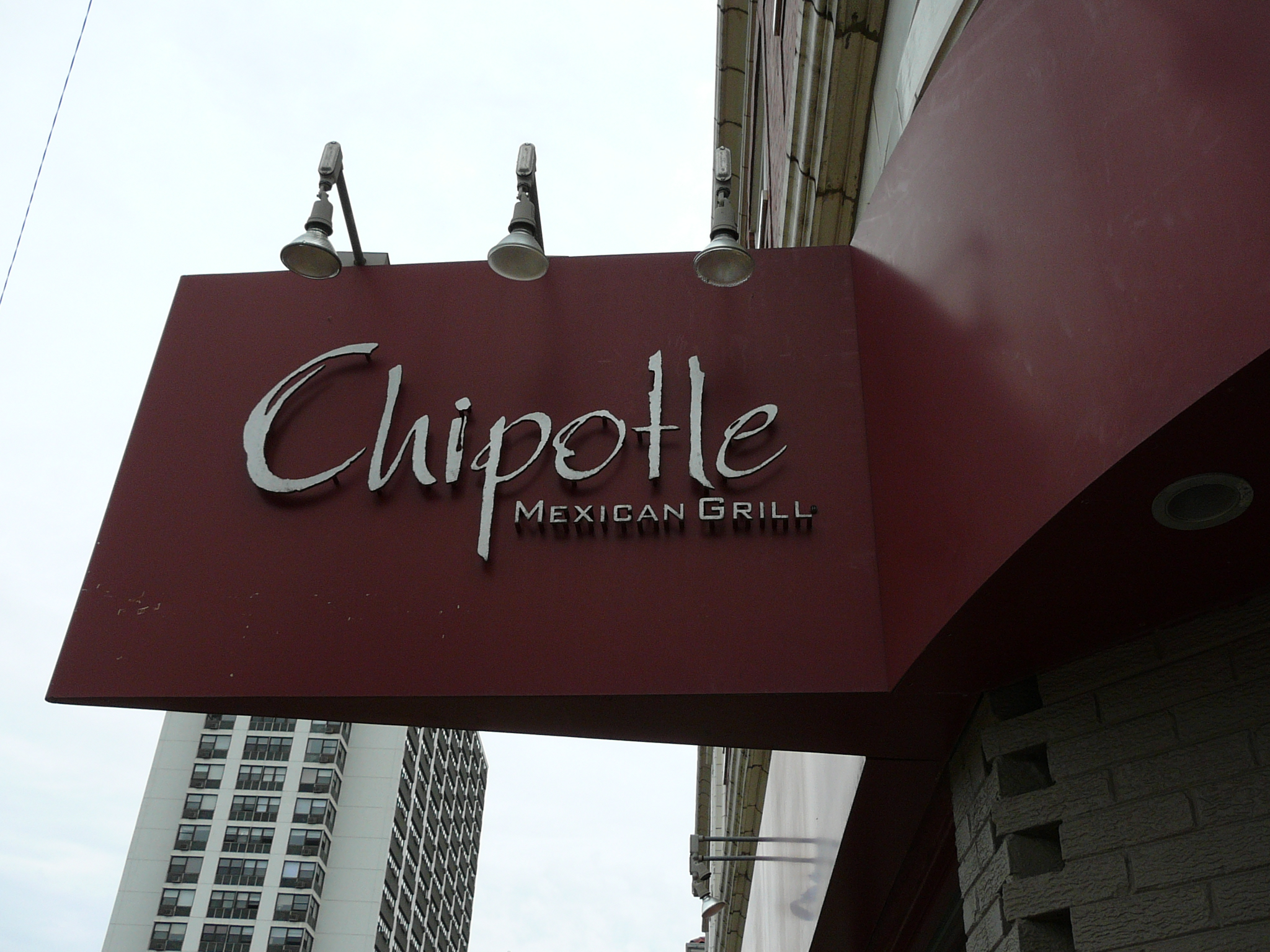
Вывеска ресторана Chipotle

Меню Chipotle состоит из четырёх наименований: буритос, блюда на тарелках, такос и салаты. Цена каждого наименования зависит от выбора курицы, свиных карнитас (доступных только в некоторых ресторанах)), «софритас» на основе тофу прошедших апробацию, барбакоа, стейка или вегетарианского содержания (гуакамоле). Дополнительные топпинги включают рис, фасоль, четыре вида соуса сальса, сметану, сыр или салат-латук. На вопросы о расширении меню Стив Эллс ответил: «В меню важно соблюдать специализацию, потому что если вы готовите только несколько блюд, вы можете быть уверены, что делает их лучше, где бы то ни было». " Подавляющая доля пищи приготовляется в каждом ресторане, с некоторыми исключениями в виде бобов и карнитас, которые приготовляются в центральной кухне в Чикаго, штат Иллинойс. Ни в одном из ресторанов компании нет холодильников, микроволновых печей и консервных ножей. Большинство ресторанов предлагают пиво и маргаритас в дополнение к безалкогольным напиткам и фруктовым сокам. Компания Chipotle также предлагает детское меню. Компания экспериментировала с завтраками в двух аэропортах агломерации г. Вашингтон но решила не расширять это направление. Отдельные рестораны предлагают суп позоле.
Chipotle принимает заказы по факсу и в 2005 году появилась возможность делать заказы онлайн через веб-сайт. Покупатели, делающие заказы онлайн и по факсам платят за предзаказ. В 2009 году Chipotle выпустила приложения для айфонов, позволяющее пользователям найти близлежащую точку, сделать заказ и предоплату при помощи кредитной карты. В 2013 г. Chipotle выпустила приложение для андроидов с такими же возможностями, можно также заплатить подарочной картой и выбрать предпочитаемые или недавние заказы.
В 2003 организация Center for Science in the Public Interest сообщила, что бурритос Chipotle содержат свыше тысячи калорий, что соответствует двум порциям еды. Американский канал MSNBC Health.com разместил бурритос в своём списке «20 худших [видов] пищи в Америке», ввиду их высокой калорийности и высокого натрия. В то время как буррито с карнитас, рисом, овощами, сыром, гуакамоле и сальсой сравнимо с обычным бигмаком, буррито содержит больше жира, холестерина, карбоногидратов и натрия чем бигмак, но вместе с тем в нём больше протеинов и волокон. Ресторан также удостоился отзыва Health.com, включившей ресторан в список «ресторанов фастфуда с самой здоровой пищей».
Chipotle предлагает вегетарианские наименования: рис, чёрные бобы, овощи фахита (лук и сладкий перец), сальсу, гуакамоле и сыр. Все наименования кроме мяса, сыра, сметаны и медового соуса относятся к веганскому рациону. В конце 2013 г. компания разработала новую стратегию кулинарии из пятнистой фасоли, что позволило исключить бекон и сделать пищу вегетарианской и пригодной для веганов. Сыр обрабатывался на основе сычужного фермента чтобы быть пригодным для вегетаринцев. В апреле 2010 г. Chipotle в шести точках в США приступила к испытанию веганского варианта «Garden Blend» на основе промышленно изготовленных мясозаменителей замаринованных в адобо. Мучные тортильяс используемые для бурритос и мягких такос и чипсов остались единственными наименованиями содержащими глютен.
В 2008 году 400 человек в г. Кент, штат Огайо заразились норовирусом и заболели после трапезы в ресторане Chipotle.

### Снабжение
В 1999 в поисках решения для улучшения вкуса карнитас Стив Эллс прочитав статью Эдварда Бехра ознакомился с методом концентрированного откорма животных, назвал его «ужасающим» и начал поиск open-range поставщиков свинины. Это привело к увеличению цены и также продаж бурритос с карнитас.
В 2001 г. Chipotle продекламировало миссию компании под названием Food With Integrity, осветившую усилия Chipotle по повышению доли мяса выращенного натуральным путём, органической пищи и молока без гормонов. Chipotle использует только куриные ноги, грудка продаётся компании Panera Bread.
Основатель компании Стив Эллс предстал перед Конгрессом США, свидетельствуя в поддержку закона сохранения антибиотиков для медицинского лечения, что позволяет сократить количество антибиотиков выдаваемых домашним животным.
С 2006 флоридская организация фермерских работников Союз рабочих Иммокали (CIW) протестует против отказа Chipotle от подписания соглашения о честной продукции (Fair Food agreement) позволяющей ресторанной цепи платить премию по пенни за фунт их флоридских помидоров для спонсирования комбайнов и покупать флоридские помидоры только у фермеров, соблюдающих пищевой кодекс поведения (Food Code of Conduct). В 2009 создатели документального фильма «Корпорация „Еда“» вместе с 31 другими лидерами продовольственного движения подписали открытое письмо в поддержку кампании CIW заявив при этом: «Если Chipotle искренна в своём желании реформировать свою цепочку снабжения, пришло время работать вместе с союзом рабочих Иммокали в качестве честного партнёра в деле защиты прав фермеров». В сентябре 2009 Chipotle заявила что не будет участвовать в партнёрстве с CIW и вместо этого будет работать прямо с фермерами и упаковщиками восточного побережья для увеличения ёмкостей их томатосборников. Главный исполнительный директор Стив Эллс обозначил спор как фундаментальный вопрос контроля заявив, что «CIW желает подписать контракт позволяющий им контролировать решения компании Chipotle о будущем пищи». В октябре 2012 подписала соглашение с CIW и стала 11-й организацией, присоединившейся к Fair Food Program.
В январе Chipotle удалила карнитас из своего меню в трети ресторанов. Служащие компании сослались при этом на проблемы с содержанием животных, найденных при регулярной проверке у одного из поставщиков. Компания продолжает использовать в своих ресторанах стейки выращенные без антибиотиков, несмотря на то что летом 2013 компанию вынудили на короткий период времени использовать «официальную говядину». Роберто Фердман из «Вашингтон пост» отметил, что эти проблемы с поставками вступают в разногласие с заявленной миссией Chipotle о продаже «цельной пищи» и заявил, что эта миссия может стать «несостоятельной».

## Реклама и связи с общественностью

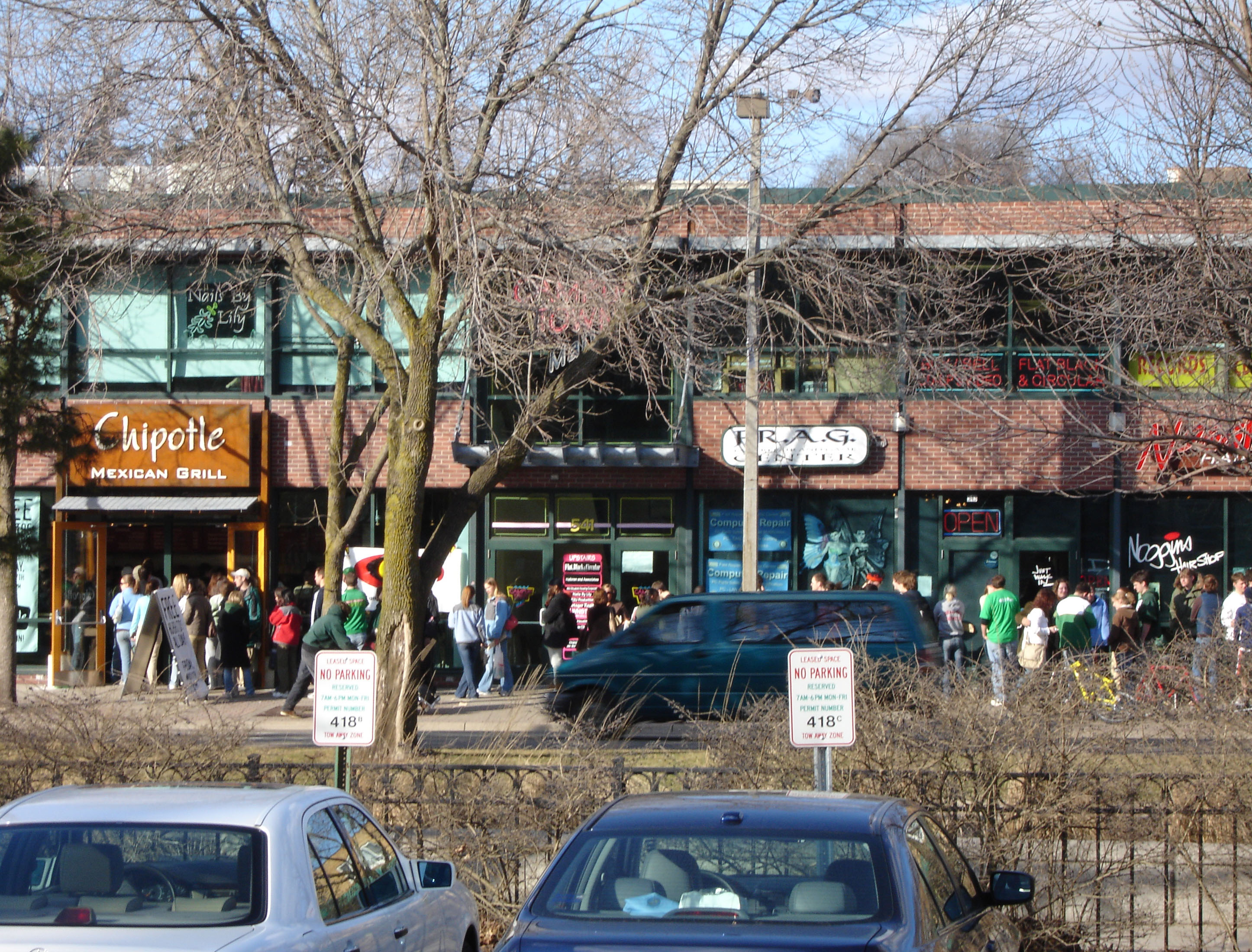
Очередь у ресторана Chipotle в г. East Lansing, штат Мичиган в ходе акции «Free Burrito Day»

В прошлом Chipotle полагалась в основном на рекламные щиты, объявления по радио и молву. В 2012 Chipotle в ходе 54-й ежегодной церемонии вручения наград «Грэмми» выпустила свой первый рекламный ролик по национальному телевидению. В 2010 запустила рекламную кампанию, проигнорировав при этом советы рекламных агентств. Компания предпринимает большое число рекламных акций, предлагая потенциальным покупателям бесплатную пищу, особенно при открытии новых точек. В заведениях компании также предлагаются бесплатные бурритос во время определённых праздников, например во время Хеллоуина в некоторых точках предлагаются бесплатные буррито тем кто приходит одетый в костюм буррито. В ходе суда над Тимоти Маквеем в 1997 проходившем в г. Денвер (где было открыто первое заведение компании) Chipotle предоставляла бесплатные бурритос репортёрам. Компания также предлагала бесплатно бурритос перемещённым лицам из-за урагана «Катрина».
Компания Chipotle была упомянута на реалити-шоу Оззи Осборна «Семейка Осборнов» предметом обсуждения стали бурритос компании. Chipotle также была упомянута в эпизоде «Мёртвые Знаменитости» телесериала «South Park». Перед Хеллоуином 2010 года компания объявила что посетители наряжённые в костюмы в виде продуктов компании получать буррито за 2 доллара. Акция стала частью сбора средств на сумму в 1 млн дол. для эпизода телесериала Jamie Oliver’s Food Revolution под названием «Boorito 2010: The Horrors of Processed Food». В 2011 компания предприняла новую акцию Boorito 2011 в пользу программы The Chipotle Cultivate Foundation and Farm Aid (Развития сельского хозяйства и помощи фермерам) посетители, наряжённые в костюмы «в духе семейных ферм» получали блюда в меню за 2 доллара. Целью акции было привлечение внимания к семейным фермам. Также для поддержки семейных ферм компания выпустила музыкальные видеозаписи исполнителей Карен О из группы Yeah Yeah Yeahs и Вилли Нельсона. 12 сентября 2013 Chipotle выпустила анимированный короткометражный фильм The Scarecrow с видеоигрой компании для мобильных устройств, повествование в обоих произведениях содержит сильную критику интенсивного сельского хозяйства но немногое о системе прямого сбыта цепи компании. Короткометражный фильм содержит песню «Pure Imagination», исполняемую Фионой Эппл из фильма «Вилли Вонка и шоколадная фабрика». Wall Street Journal охарактеризовал фильм, как одну из худших реклам 2013 года.
В 2011 Chipotle запустила программу премий «Farm Team» доступную только по приглашениям менеджеров ресторанов. Участники программы имеют доступ к специальному веб-сайту компании, где могут получать награды, то есть бесплатную пищу и футболки. Сайт предлагает участникам «узнать откуда приходит продукция Chipotle, участвовать в викторинах и опросах, играть в игры и просматривать видео о компании». В апреле 2014 программа была закрыта.
Основатель компании Стив Эллс выступил в роли судьи телевизионного реалити-шоу America’s Next Great Restaurant канала NBC. Согласно шоу Chipotle предложила заключить одну сделку бесплатно. Один из эпизодов шоу был посвящён однодневной работе участников в ресторане Chipotle
.
Спонсоры компании Team Garmin-Barracuda (бывший Team Garmin-Chipotle, Team Garmin-Slipstream, Team Garmin-Transitions и Team Garmin-Cervélo) из международного союза велосипедистов и официальный партнёр баскетбольной команды Boston Celtics и хоккейной команды Boston Bruins. В июне 2009 Chipotle выступила спонсором открытого показа документального фильма "Корпорация «Еда», критикующего корпоративную пищевую промышленность. Основатель компании Стив Эллс заявил, что надеется, что фильм побудит клиентов оценить политику Food With Integritу. С мая по сентябрь 2009 Chipotle запустила конкурс на микросайте mychipotle.com на лучшую аудио и видео презентацию различных комбинаций ингредиентов. В июле 2010 Chipotle запустила компанию поддержки альтернативного здорового обеда для студентов, сумма пожертвованная для программы The Lunch Box зависела от того как много спама пользователи электронной почты отправляли на адрес компании. На 18-ю годовщину создания компании Chipotle обёртывала бурритос в золотую фольгу для привлечения внимания к своей программе Food With Integrity. В рамках этой акции компания предлагала призы обёрнутые в золотую фольгу за изображения, созданных клиентами. Компания наняла комедиантку Эми Седарис для создания комедийного видеофильма и распространила его через Twitter. В марте 2013 Chipotle отказалась от спонсорства акции организации Boy Scouts of America, ссылаясь на то, что в организации банят представителей сексуальных меньшинств
.
17 февраля 2014 Chipotle выпустила первую серию интернет версию четырёхсерийного сериала Farmed and Dangerous на Hulu.com. Комедийный сериал подвергает сатире практики «Big Ag» и «Big Food» представляя вымышленную мегакорпорацию Анимойл (Animoil) откармливающую коров кормом petropellets изготовленным непосредственно из нефти а не косвенно из кукурузы и сои, требующих для выращивания большого её количества (азотные удобрения производятся из азота присутствующего в воздухе, а водород, присутствующий в природном газе выделяется путём ректификации).
В 2014 Chipotle запустила программу «Cultivate: Food, Ideas & Music Festival» в нескольких городах США. В 2015 фестивали должны пройти в Финиксе, штат Аризона, Канзас-Сити и Миннеаполисе. Ожидаются выступления различных групп. Между выступлениями посетители могут получать еду, напитки, подарки от партнёров компании (таких как Ben and Jerry’s), информацию, участвовать в интерактивных программах демонстрирующих методы ведения сельского хозяйства Chipotle.

## Архитектура

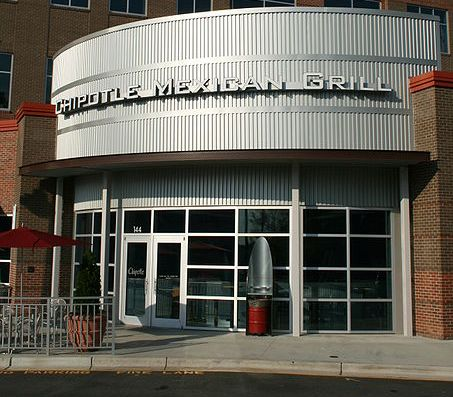
Внешний вид ресторана Chipotle в Дарем, штат Северная Каролина

Все рестораны Chipotle построены в основном из одинаковых материалов (фанеры, гофрированного металла, нержавеющей стали, наружных воздуховодов), хотя архитектура каждого заведения уникальна. По описаниям интерьеры «похожи на листы заводского металла». Chipotle облицовывает рестораны белой керамической плиткой вместо нержавеющей стали, ссылаясь на сравнительную лёгкость утилизации керамики по сравнению со сталью. Поэтому строительство каждого ресторана обходится Chipotle в 850 тыс. долларов. В ходе открытия первого ресторана компании Стив Эллс попросил своего друга скульптора Брюса Гусвелла (Bruce Gueswel) разработать дизайн стульев и поместить в ресторан стилизованную статую майяского правителя, причём лицо статуи было похоже на лицо доктора Мартина Лютера Кинга, служившего источником вдохновения для Гусвелла. Скульптор выполнил заказ из дерева и металла. Он продолжил работу и разработал стулья и статуи для всех последующих ресторанов Chipotle. В большинстве ресторанов компании находится фотография первоначального ресторана находящегося близ кампуса Денверского университета на Эванс-авеню. В самом этом ресторане вместо данной фотографии находится фотография заведения Dolly Madison Ice Cream, которое раньше размещалось в этом помещении. В 2010 компания ввела концепцию ресторанов «модели А» которые меньше по размерам, ссылаясь на более низкую стоимость строительства и аренды. Chipotle использует упаковки из экологически чистых материалов, полотенца изготавливаются из переработанной газетной бумаги, неотбеленной ткани а салфетки и чашки — из вторсырья.
Команда архитекторов Chipotle в своих проектах применяет принцип «щадящей архитектуры». В «зелёном» ресторане в Гарни, штат Иллинойс находится ветряная турбина мощностью в шесть киловатт, она производит 10 % электроэнергии необходимой ресторану. Ресторан в Гарни получил сертификат LEED платинового уровня от U.S. Green Building Council. В ресторане в г. Талса, штат Оклахома используется переработанный гипсокартон, краски с низким содержанием летучих органических веществ и энергоэффективные приборы. Ресторан Chipotle в г. Остин (штат Техас) первый получил рейтинг в четыре звезды от городской программы Green Building Program. В дополнение к этому компания Chipotle заключила договора на установку солнечных батарей в 75 ресторанах. Chipotle заключила подряды на чистку своих заведений в Нью-Йорк-сити и Лонг-айленде при помощи «экологически предпочтительных средств на растительной основе и технологий». Чистящие средства легко разлагаются биологически и неядовиты для людей или водных организмов.
Компания выступила ответчиком по иску о несоответствии акту Americans with Disabilities Act (ADA). Посетитель ресторана Маурицио Антонинетти (Maurizio Antoninetti), прикованный к инвалидному креслу не смог наблюдать за приготовлением еды, что не дало ему возможности воспользоваться акцией «Chipotle Experience». Решение по делу было оставлено в силе апелляционным судом 9-го округа. Верховный суд США отказался рассмотреть апелляцию компании, оставив в силе решение апелляционного суда. Компания придерживается «официальной политики в отношении инвалидов принося ингредиенты на столики к инвалидам и проводя подготовку возле столиков». Истец по делу Антонинетти обладает опытом судебных процессов по отношении исков по актам ADA и уже судился с 20 ресторанами. После вынесения решения компания провела модернизацию ресторанов и применила новый дизайн при строительстве новых ресторанов.